# 1972 في فنلندا
فيما يلي قوائم الأحداث التي وقعت خلال عام 1972 في فنلندا.

## سياسة

### تعيين في المنصب
- 23 فبراير – رافاييل بآسيو رئيس وزراء فنلندا.
- 23 فبراير – ماونو كويفيستو وزير المالية [الإنجليزية]‏.

### انتهاء فترة المنصب
- 1 يناير – هرتا كوسينن عضو برلمان فنلندا  [لغات أخرى]‏.
- 4 سبتمبر – رافاييل بآسيو رئيس وزراء فنلندا.
- 4 سبتمبر – ماونو كويفيستو وزير المالية [الإنجليزية]‏.

## مواليد

### مايو
- 31 مايو – أنتي نييمي لاعب كرة قدم فنلندي.[1]

### نوفمبر
- 29 نوفمبر – باولا لهتوماكي سياسية فنلندية.[2]

## وفيات

### يناير
- 1 يناير – هيلما غرانكفست (مواليد 1890)[3]

### أبريل
- 28 أبريل – راينر فون فيانت (مواليد 1890) سياسي فنلندي.[4]

### يوليو
- 14 يوليو – أولافي فيرتا (مواليد 1915)